# Сварожич
Сварожич (още Сварожиц, Сварогич, Радегаст) – славянски бог на огъня, пламъка и огнището. Син на небесния господар и пазител на космичния огън, Сварог.
Сварожич има контрастна и дори противоречива натура – той пази живота, осигурява топлина и светлина и прогонва дивите животни, но също може да се превърне в стихия, унищожител, разрушител и убиец. Представян е като войнствен бог, което е характерно за всички арийски народи – слънчевите (респективно огнените) божества са винаги със силно изразени военни характеристики, защото се възприемат като борци против мрака, злото и злите сили.
Сварожич е главен обект на широко разпространения сред славяните огнен култ. Като част от култа, той е особено почитан и свързан с редица табута. В огъня било забранено да се плюе и да се изхвърлят боклуци. Името на бога на огъня било толкова силно табу, че дори не го наричали и с епитетни имена, а само със Сварожич, което значи „Сварогов (син)“. Пред огъня изричали клетви, тъй като огненията бог се смятал и за пазител на клетвите.
Негов идол от злато съхранявали в Ретринския храм. Той също влиза в т.нар. Огнена Четворица заедно с баща си Сварог и братята си Даждбог и Перун.